# São João de Pirabas
São João de Pirabas é um município brasileiro do estado do Pará, Brasil. Localiza-se no nordeste paraense, na microrregião de Salgado (atual região imediata de Capanema).

## História
Atribui-se a origem do povoado de São João de Pirabas, segundo a crônicas históricas, ao assentamento de duas famílias identificadas pelos sobrenomes de Florêncio, Matos Muniz e a do português Barbado por volta da segunda metade do século XIX.
O nome do município se deve a existência de uma espécie de peixe conhecido pelo nome de piaba ou pirabas, que é bastante abundante nas águas doces dos seus rios; e o "São João" é resultado da grande devoção na qual os habitantes tinham pelo santo do mesmo nome.
Theodoro Braga e Palmaz Muniz, nos seus relatos históricos sobre S. J. Pirabas, registram que em 6 de junho de 1895, através da Lei nº 342, foi reconhecido como povoado do município de Salinópolis, entretanto somente em 16 de janeiro de 1896, por força do Decreto nº 166, a lei foi promulgada. De acordo com os mesmo historiadores citados acima S. J. de Pirabas conseguiu sua elevação a categoria de município de Salinópolis no ano de 1901, o que ficou referendado pela Lei nº 697 de 22 de outubro do mesmo ano. Sob essa categoria S. J. de Pirabas passou a existir como distrito de Salinópolis, caracterizando-se por ser um ponto terminal de navegação a vapor pela Amazon River Company na Região do Salgado, o que resultou em um grande crescimento urbano.
Quando em 1930 o município de Salinópolis foi extinto, toda a sua área patrimonial foi anexada ao município de Maracanã até o ano de 1933, quando mediante a promulgação do Decreto Estadual nº 1002 de 30 de junho, Salinópolis voltou a ser conduzida a categoria de município.
Em 11 de fevereiro de 1962, S. J. de Pirabas deixou de pertencer ao município de Salinópolis, pois a partir da criação do município de Primavera a sua área patrimonial passou a pertencer ao novo município. Somente em 1988, mediante a aprovação da Lei nº 5453 de 10 de maio, São João de Pirabas consegui ser reconhecida como município, adquirindo desde então autonomia política e administrativa.

## Lendas
São João de Pirabas é um berço de lendas através do povo que possui uma farta imaginação. Algumas lendas como: a do Rei Sabá, das pedras que caem do céu, do lobisomem, da Princomar (empresa de pescado) e a da Porca[carece de fontes?].

### Rei Sabá
De acordo com que é contado pelos mais antigos, Rei Sabá chegou em um navio negreiro e que naufragou em uma praia da região (atual praia do Rei Sabá) e lá ele ficou com seus filhos e sua esposa (a mais famosas dos filhos de Rei Sabá é Mariana) entretanto de lá ele não saiu então sentou-se de costas para o mar e lá virou pedra. Essa é uma das histórias contadas. A pedra existe é em formato de um homem sentado e lá ele recebe oferendas dos que acreditam em seus milagres. As oferendas (geralmente) são bebidas alcoólicas, balas (bombons). Em janeiro a praia fica lotada de pessoas de todas as partes do Brasil para vários rituais de umbanda. Em Pirabas se encontra o Rei Sabá e no Maranhão se encontra a espada dele.[carece de fontes?]

### Pedras que caem do céu
Houve uma época em Pirabas em que misteriosas pedras começaram a cair, pedras maiores que dois tijolos juntos, bastante pesadas e de cor branca. As pedras começavam a cair "A tardinha" e só paravam ao amanhecer. Foram semanas de buscas intensas de moradores e policiais, "muitos diziam que eram crianças mas eu estive lá, e pedras caiam de cima de casas de dois andares, não era possível que fossem crianças". Bem essa é uma história recente aconteceu em 2006. Ao final de toda essa história as pessoas disseram que tudo aconteceu porque alguém leu o livro de São Cipriano (o livro da capa preta), um livro de feitiçarias e magia negra.[carece de fontes?]

### Lobisomem
Diferente das lendas europeias e estadunidenses o Lobisomem de Pirabas geralmente atacava galinhas e cachorros de rua, muitas pessoas dizem ter o visto de madrugada, até hoje não se sabe se foi verdade ou mentira.[carece de fontes?]

### Lenda da Princomar
A Princomar é uma empresa de pescado que existe na cidade e exatamente no local onde hoje existe essa fábrica foi um antigo cemitério. De acordo com os funcionários do local, a noite principalmente ouve-se gemidos e pode-se ver pessoas estranhas perambulando pela fábrica e pela rua próxima a ela. Jornalistas já foram até lá passar uma noite e não conseguiram avistar nenhum fantasma ou visagem, como é chamado em Pirabas.[carece de fontes?]

### A porca
Essa foi uma das lendas mais levadas a sério na cidade, a Porca é como se fosse um lobisomem entretanto apesar de ser uma Porca grande, trata-se de um homem que segundo os moradores de São joão de Pirabas, se transformaria na Porca ao invés de lobo. De acordo com a população a Porca aparecia a noite e também comia galinhas e animas de rua. Muitas pessoas afirmam ter visto ou ouvido a Porca. Ela deixou de existir quando a pedido da população que outrora vivia amedrontada, a intervenção da polícia local, que fora a procura do animal para matá-lo, conseguira dar um tiro certeiro no braço da Porca e no dia seguinte um homem da comunidade apareceu com um braço ferido no mesmo local, sendo preso na delegacia. Essa lenda também foi atribuída ao livro de São Cipriano (o livro da capa preta), pois descobriram que tal homem o possuía havia tempos.[carece de fontes?]

## Geografia
Localiza-se a uma latitude 0º46'08'' sul e uma longitude 47º10'26'' oeste. Com uma extensão territoral de 709 km², sua população foi estimada em 23 045 habitantes.IBGE 2019